# Chelonanthus purpurascens
Espèce
Classification APG III (2009)
Synonymes
selon tropicos :
- Chelonanthus uliginosus (Griseb.) Gilg
- Helia purpurascens (Aubl.) Kuntze
- Helia uliginosa (Griseb.) Kuntze
- Irlbachia purpurascens (Aubl.) Maas
- Lisianthius amoenus Miq.
- Lisianthius purpurascens Aubl. - Basionyme
- Lisianthius spruceanus Benth.
- Lisianthius uliginosus Griseb.[1]

selon le GBIF :
- Chelonanthus spruceanus (Benth.) Pilg.
- Chelonanthus uliginosus (Griseb.) Gilg
- Helia amoena (Miq.) Kuntze
- Helia gracilis (Griseb.) Kuntze
- Helia purpurascens (Aubl.) Kuntze
- Helia spruceana (Benth.) Kuntze
- Helia uliginosa (Griseb.) Kuntze
- Irlbachia purpurascens (Aubl.) Maas
- Lisianthius amoenus Miq.
- Lisianthius gracilis Griseb.
- Lisianthius grandiflorus Willd.
- Lisianthius grandiflorus Willd. ex Griseb.
- Lisianthius purpurascens Aubl.
- Lisianthius spruceanus Benth.
- Lisianthius uliginosus Griseb.
- Lisianthius uliginosus var. grandiflorus Griseb.
- Lisianthius uliginosus var. guianensis Griseb.
- Lisianthus amoenus Miq.
- Lisianthus gracilis Griseb.
- Lisianthus grandiflorus Willd.
- Lisianthus grandiflorus Willd. ex Griseb.
- Lisianthus purpurascens Aubl.
- Lisianthus spruceanus Benth.
- Lisianthus uliginosus Griseb.
- Lisianthus uliginosus var. grandiflorus Griseb.
- Lisianthus uliginosus var. guianensis Griseb.
- Lisyanthus purpurascens Aubl., 1775 - Basionyme
- Lisyanthus uliginosus Griseb., 1838[2]

Chelonanthus purpurascens est une espèce de plante herbacées de la moité nord de l'Amérique du Sud, appartenant à la famille des Gentianaceae.
Elle est connue au Guyana sous les noms euri-balli (Arawak), wild tabacco et en Guyane comme amanwei, aman etni (Palikur), grand centorel (créole), silikaleipo sili (Wayãpi), tabaco-bravo (Portugais) (noms partagés avec Helia alata).

## Répartition
On trouve Chelonanthus purpurascens de la Colombie au Brésil en passant par le Venezuela, les Guyanes, l'Équateur, le Pérou et la Bolivie

## Description
Chelonanthus purpurascens est une herbacée érigée, rarement prostrée, voire un sous-arbrisseau, peu ramifié à ramifié, atteignant jusqu'à 2,7 m de haut.
Les tiges, atteignant jusqu'à 0,5 cm de diamètre, sont cylindriques à légèrement quadrangulaires (ailes larges de 0,1-0,4(-1) mm), avec des entre-nœuds longs de 0,5-15,1 cm. 
Les Feuilles sont atténuées pour celles inférieures, sessiles à brièvement pétiolées (pétioles atteignant 0-7(20) mm de long).
Le limmbe est membraneux à rarement coriace, de forme ovale à lancéolé, rarement elliptiquement orbiculaire à ovalement orbiculaire, à base atténuée, aiguë à obtuse, à marge non épaissie, plate, à l'apex aigu acuminé à rarement obtus, mesurant 1-13,3 x 0,4-5,1 cm. 
L'inflorescences, portant 1-39 fleurs, est dotée de pédicelles atteignant jusqu'à 4-20 mm de long. 
Les bractées sont ovales à apex aigu ou oblongues à apex obtus, longues de 0,1-3,2(-5,7) mm.
Les fleurs portent des sépales verts, ovales à circulaires, à marge membraneuse, à apex aigu à obtus, longs de 5-7 mm (calice de 4-10 x 3-6 mm).
La corolle est bleue, pourpre, lavande (parfois avec la face interne de la gorge blanche), en forme d'entonnoir à tubulaire, parfois presque campanulée, long de 18-72(-87) mm pour 9-36 mm de large à l'ouverure, avec des lobes ovales à circulaires, obtus à l'apex mesurant 5-17 x 3-14 mm. 
Les étamines sont non exsertes, parfois longues, dépassant légèrement la corolle (filaments longs de 16-45 mm, fortement courbés près de l'anthère).
Les anthères sont blanches, jaunes à orange, oblongues, recourbées et longues de 2,6-6,7 mm 
Le pollen présente une exine différentiellement réticulé avec des boucles polaires,,.
Le pistil est long de 27-44 mm.
L'ovaire mesure 4-5,4 x 1,2-1,3 mm, avec une style long de 20-50 mm et les lobes du stigmate elliptique, mesurant 1,9-5,4 x 0,7-2,1 mm.
Le fruit est une capsules horizontale à noueuse, brune, ellipsoïde, mesurant 6-20 x 3-9 mm, ave le style persistant à son sommet.
Les graines sont brunes, mesurant 0,1-0,4 mm de diamètre,.

## Écologie
Chelonanthus purpurascens est présent à 0-3 500 m d'altitude, dans les forêts humides, les lisières des forêts, les forêts-galeries, les savanes et le long des rivières, rarement trouvé dans les forêts de nuages, le campo rupestre, la végétation de type broussailleux et les bords de routes, et plus communément trouvé sur les sables blancs, les sols pauvres en nutriments ainsi que sur les sols rocheux et plus rarement sur les sols argileux ou latéritiques,.
Chelonanthus purpurascens a été étudié sous divers aspects : 
- sa phylogénie[9],[10]
- ses nectaires extrafloraux isolés dispersés en abondance sur la surface inférieure et en faible quantité sur la surface spérieure des feuilles[11],[12]
- ses caractéristiques chromosomiques[13]
- la morphologie de son pollen[14],[15]
- les caractéristiques fonctionnelles de ses graines[16]

## Utilisations
Au Guyana, les Arawaks utilisaient l'infusion de feuilles contre la variole, et contre les mycoses.
En Guyane, les Palikur préparent un remède très amer qui nettoie la bile, et un bain pour une traintement contre la gale.
Chelonanthus purpurascens est employé comme fébrifuge,,,,.

## Protologue

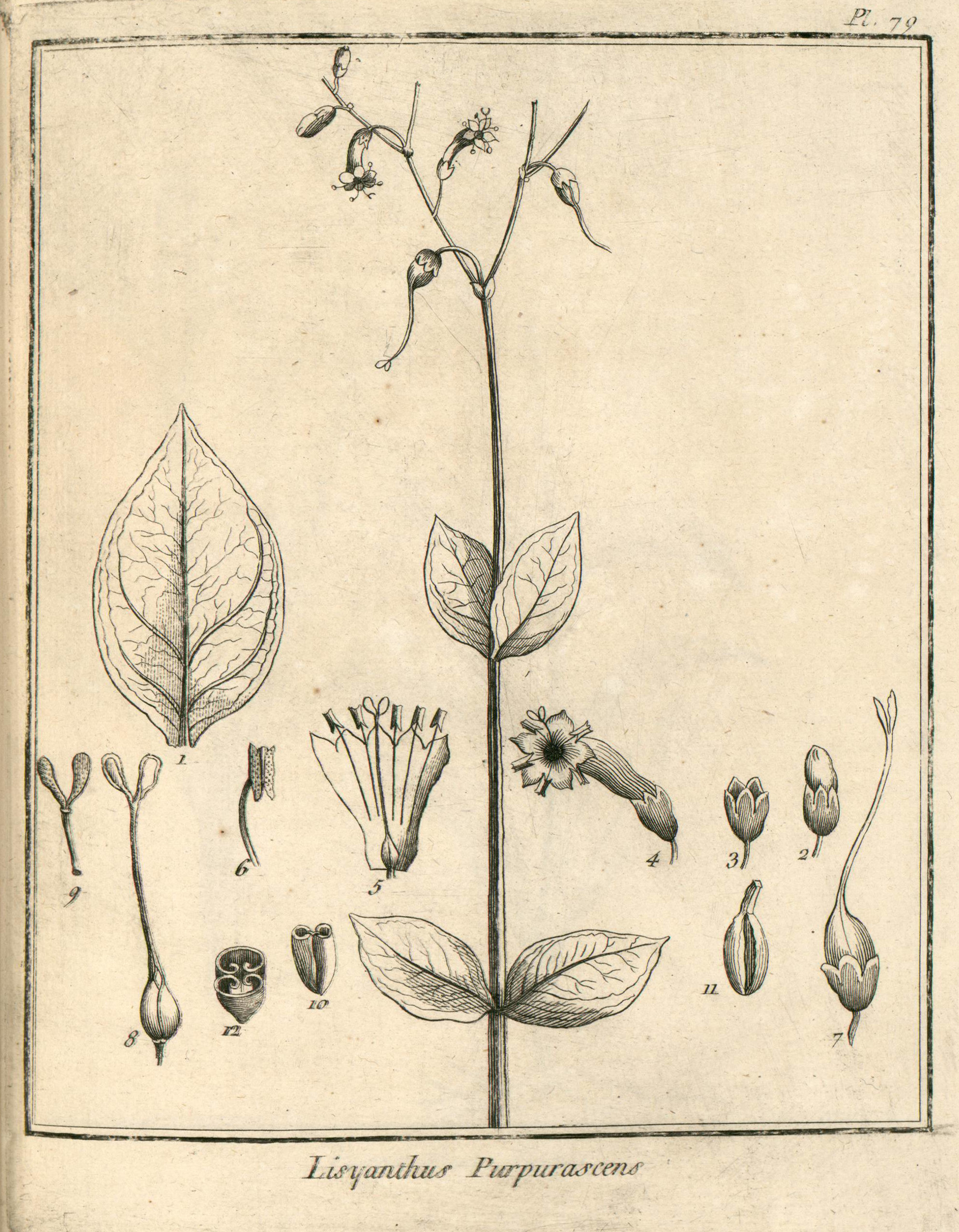
Lisianthius_purpurascens Aubl. (= Chelonanthus purpurascens (Aubl.) Struwe, S. Nilsson & V.A. Albert) par Aublet (1775) :
Planche 79. Lisianthius_purpurascens - 1. Feuille de grandeur naturelle. - 2. Bouton de fleur. - 3. Calice. - 4. Fleur épanouie. - 5. Corolle ouverte. Étamines. - 6. Étamine. - 7. Calice. Capſule. Style. Stigmate. - 8. Ovaire. Style. Stigmate. - 9. Portion du ſtyle. Stigmate. - 10. Ovaire coupé en travers. - 11. Capſule avec un débris du ſtyle. - 12. Capſule coupée en travers.

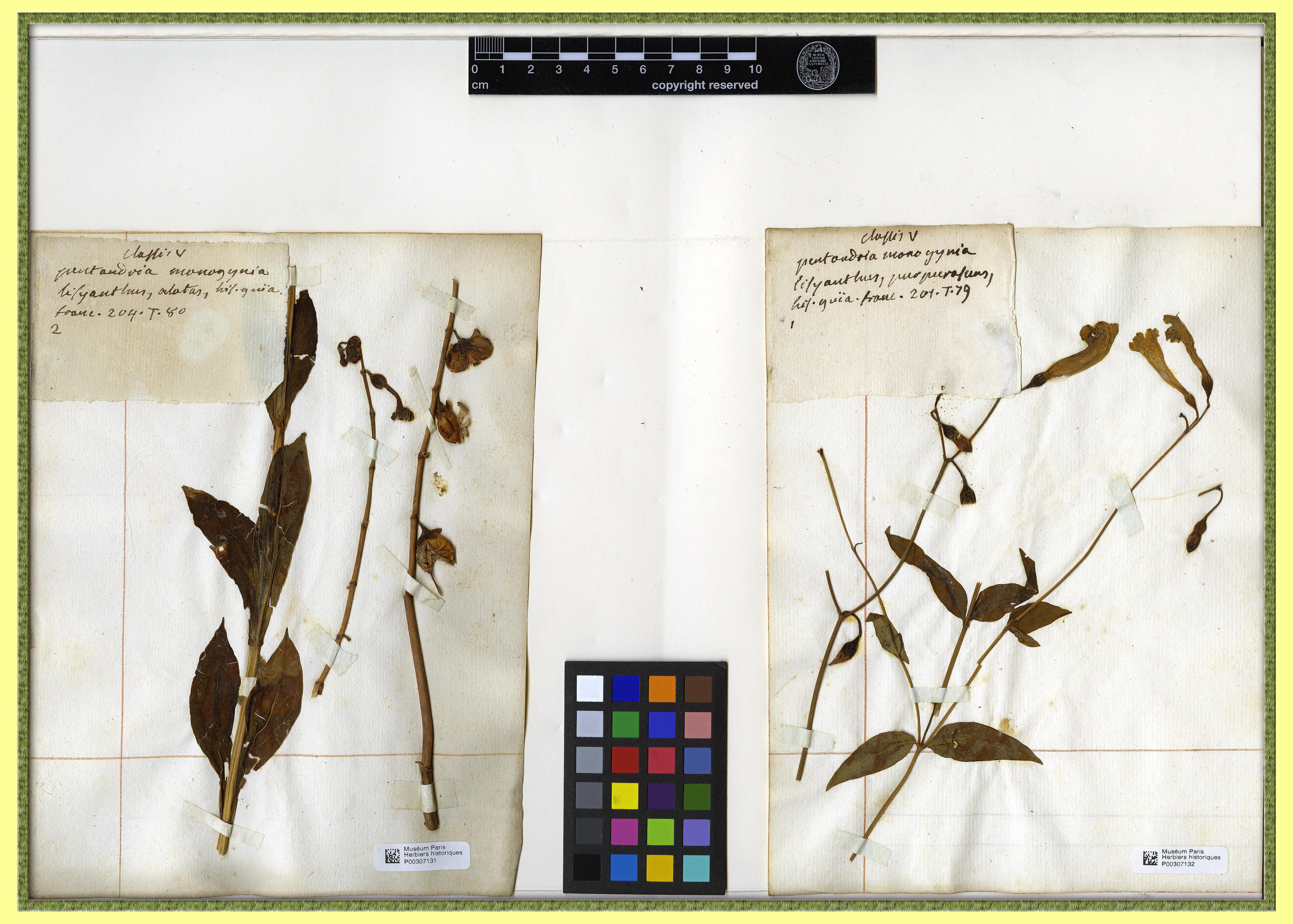
échantillon type de Lisianthius alatus Aubl. (à gauche) et Lisianthius purpurascens Aubl. (= Chelonanthus purpurascens (Aubl.) Struwe, S. Nilsson & V.A. Albert) (à droite), collecté par Aublet en Guyane

En 1775, le botaniste Aublet a décrit cette plante pour la première fois sous le nom de Lisianthius purpurascens, et en a proposé le protologue suivant : 

« 1. LISYANTHUS (purpuraſcens) foliis ovatis, acucis, integerrimis. (Tabula 79.)
Planta annua, caules plures, bipedales, è radice flbroſa & ramoſa emittens. Caulis tetragonus, nodoſus, erectus. Folia oppoſita, ſeſſilia, ovato-acuminata, ſubcarnoſa, glabra, glauca, integerrima. Flores terminales, ramuſculo dichotomo inſidentes. Corolla purpuraſcens.
Tota planta guſtu amara eſt.
Floret variis anni temporibus.
Habitat in fifliiris humidis rupium montis Serpent dicti.

LA LISYANTHE purpurine. (Planche 79.)
Cette plante s'élève d'un pied, & plus. Sa racine eſt fibreuſe & blanche. Sa tige eſt à quatre angles obtus, ſimple, & quelquefois diviſée à ſa naiſſance en deux rameaux oppoſés. 
Les premières feuilles ſont ovales, larges d'un pouce dans le milieu, longues de deux pouces & plus, terminées en pointe, avec des pédicules qui à leur naiſſance entourent la tige. Les feuilles ſupérieures ſont plus courtes, plus larges à leur baſe, preſque ſans pédicule, & entourent les tiges ; ces feuilles ſont un peu charnues, vertes, liſſes. 
À leur extrémité les rameaux ſe partagent en deux petites tiges, ſur chacune deſquelles ſont placées cinq à ſix fleurs, de couleur purpurine, qui d'abord ſont droites, & s'inclinent à meſure qu'elles s'épanouiſſent. 
Le calice eſt d'une ſeule pièce, charnu, à quatre & cinq petites diviſions. 
La corolle eſt d'une ſeule pièce ; c'eſt un tuyau renflé à la ſortie du calice, & un peu courbe, long d'environ neuf lignes, fort évaſé à ſa partie ſupérieure, & partage en quatre ou cinq lobes égaux, renverſés en dehors. 
Les étamines ſont au nombre de quatre ou cinq ; deux ſont plus courtes. Les filets, qui naiſſent & la partie inférieure du tube, ſont applatis, charnus, blancs, & viennent gagner l'orifice du tube. Leurs anthères ſont attachées par leur milieu, & reſſemblent par leur forme à la graine ailée de quelque ombellifère. Au bas du piſtil, dans le fond du calice, ſont placés deux petits corps charnus, aigus, un de chaque côte. 
Le piſtil eſt un ovaire oblong, ſurmonté d'un style charnu, blanc, comprimé en forme de ſpatule, & à deux lames. 
L'ovaire devient une capſule qui s'entr'ouvre des deux côtes dans ſon milieu de la pointe à ſa baſe en deux valves intérieurement roulées à droite & à gauche en manière de cornet. Cette capſule contient un grand nombre de ſemences très menues, de couleur rouſſâtre : elle conſervé le ſtyle. 
Toutes les parties de cette plante ſont amères. Elle eſt employée dans le pays comme un bon apéritif & fébrifuge.
Cette plante ſe trouve communément au bord des ruiſſeaux qui découlent de la montagne Serpent, & dans les fentes humides des rochets de la terre ferme. »

— Fusée-Aublet, 1775.

## Galerie

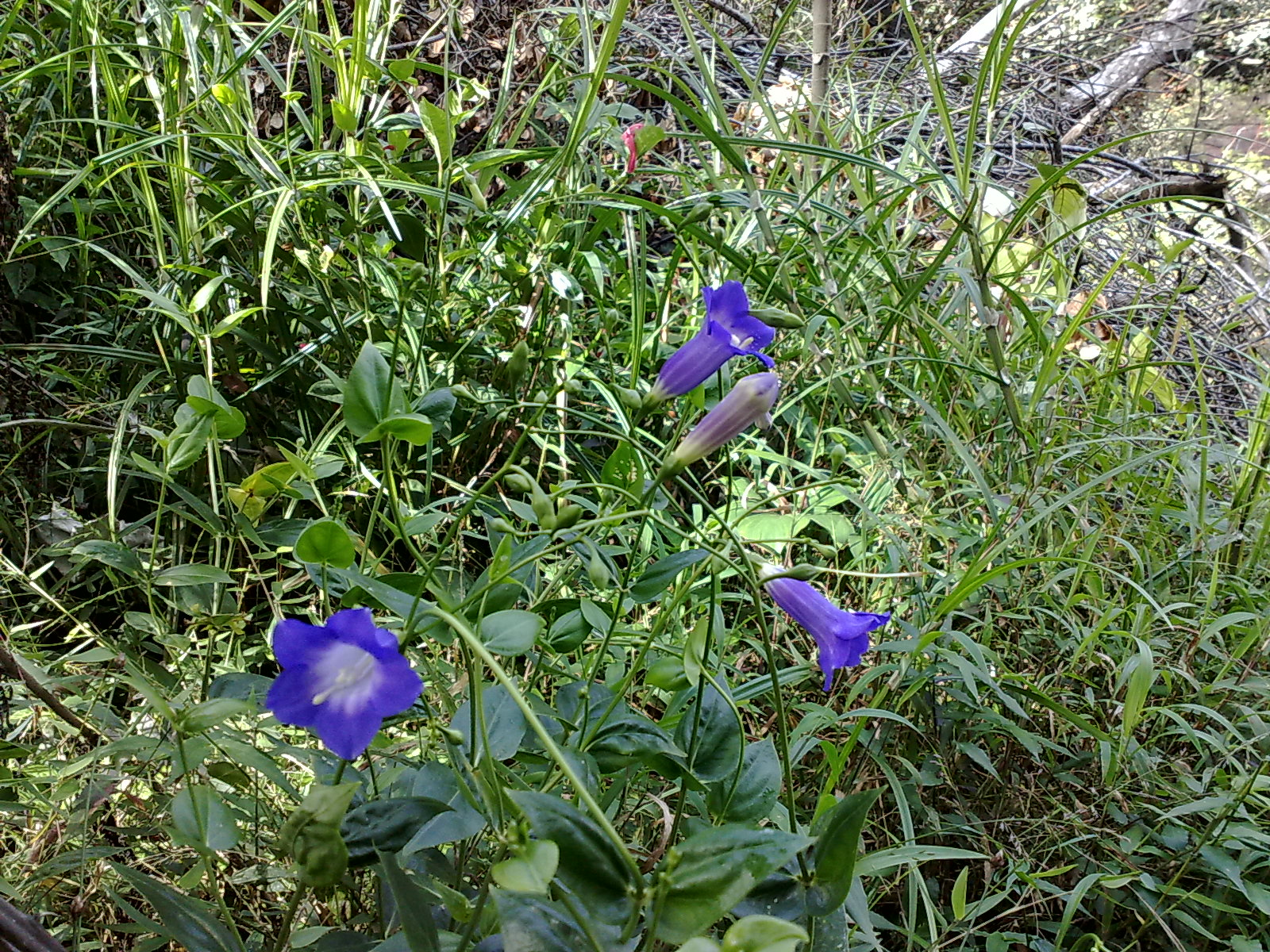
pied de Chelonanthus purpurascens
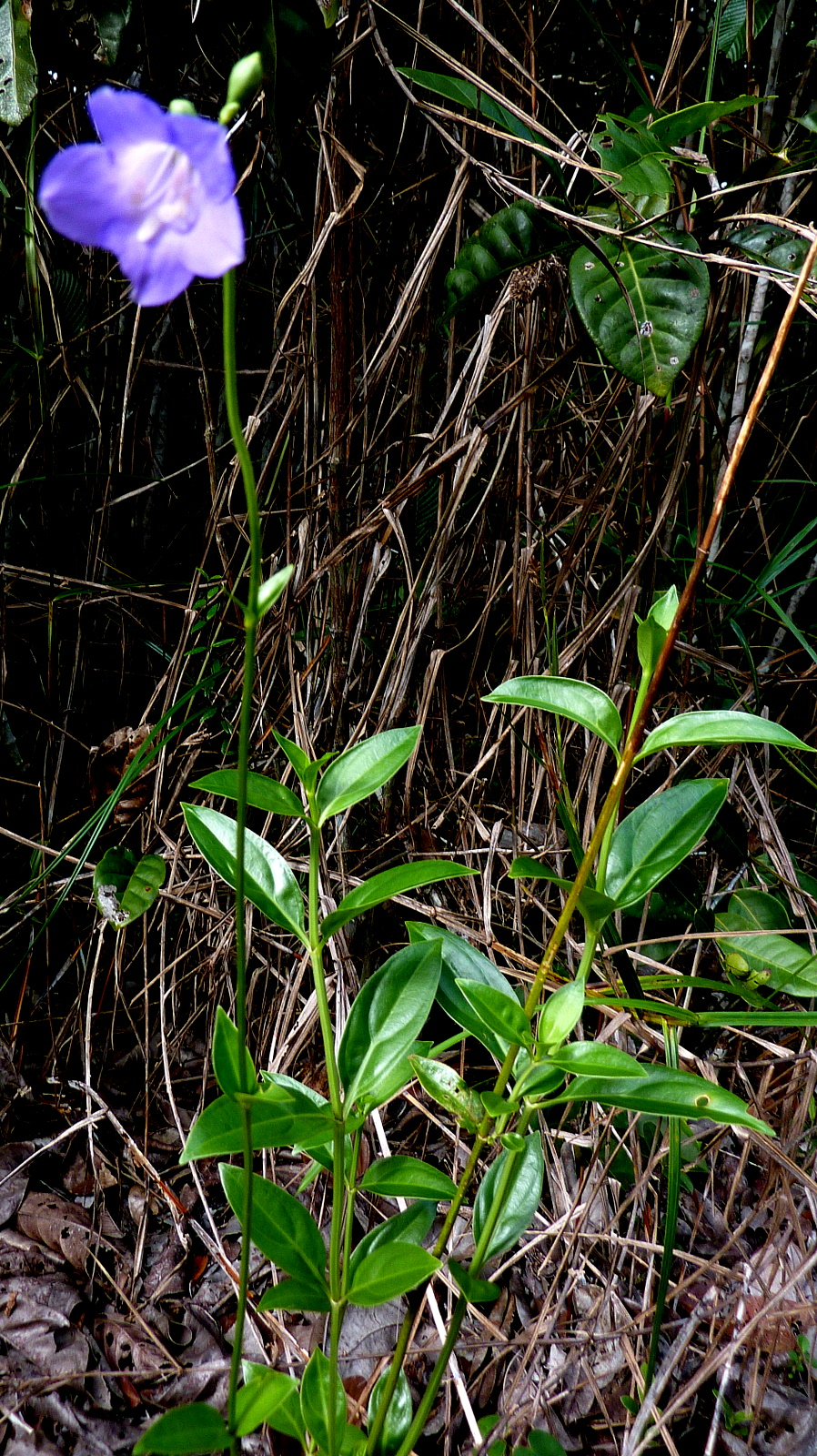
pied de Chelonanthus purpurascens
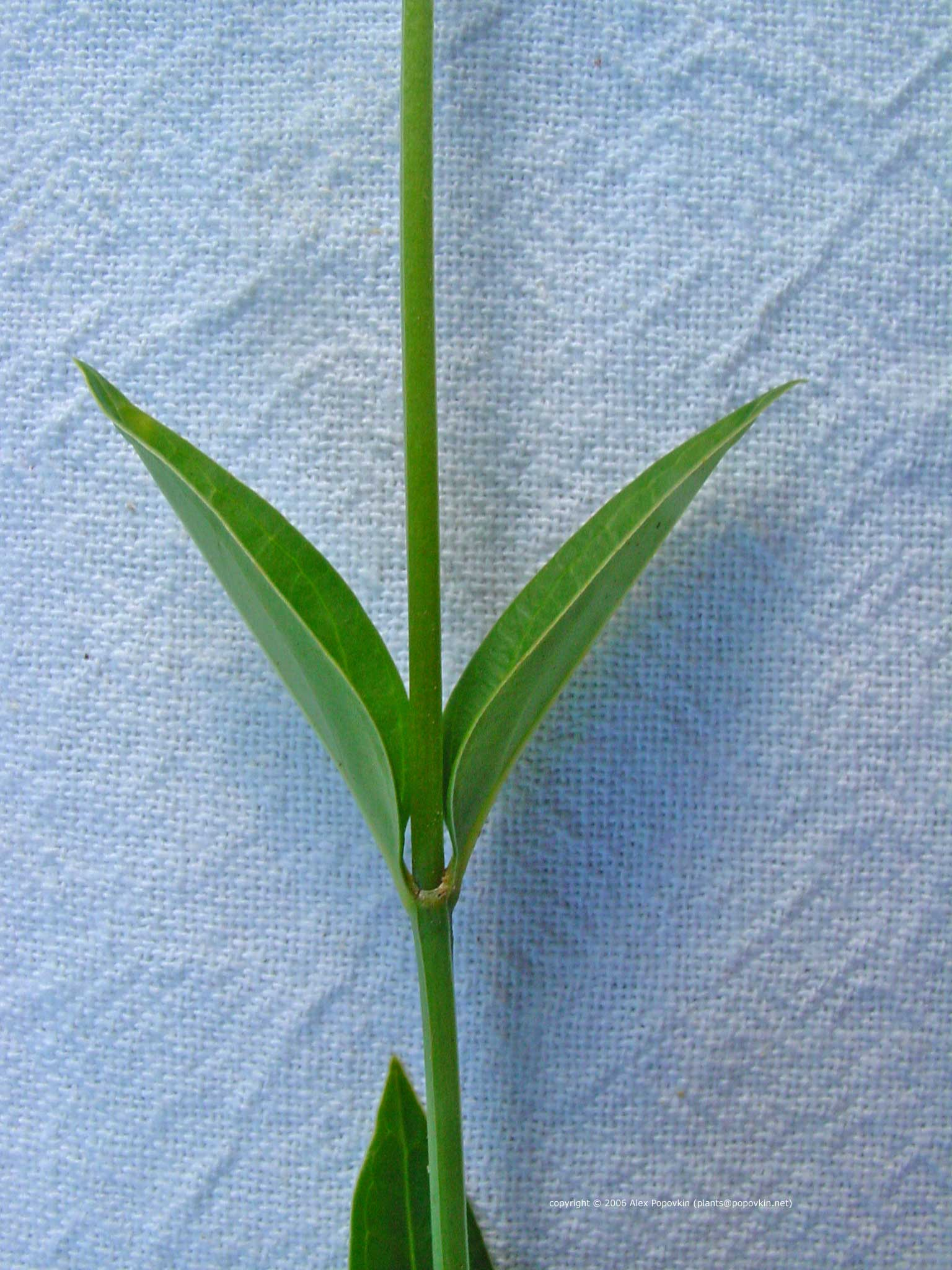
feuilles de Chelonanthus purpurascens
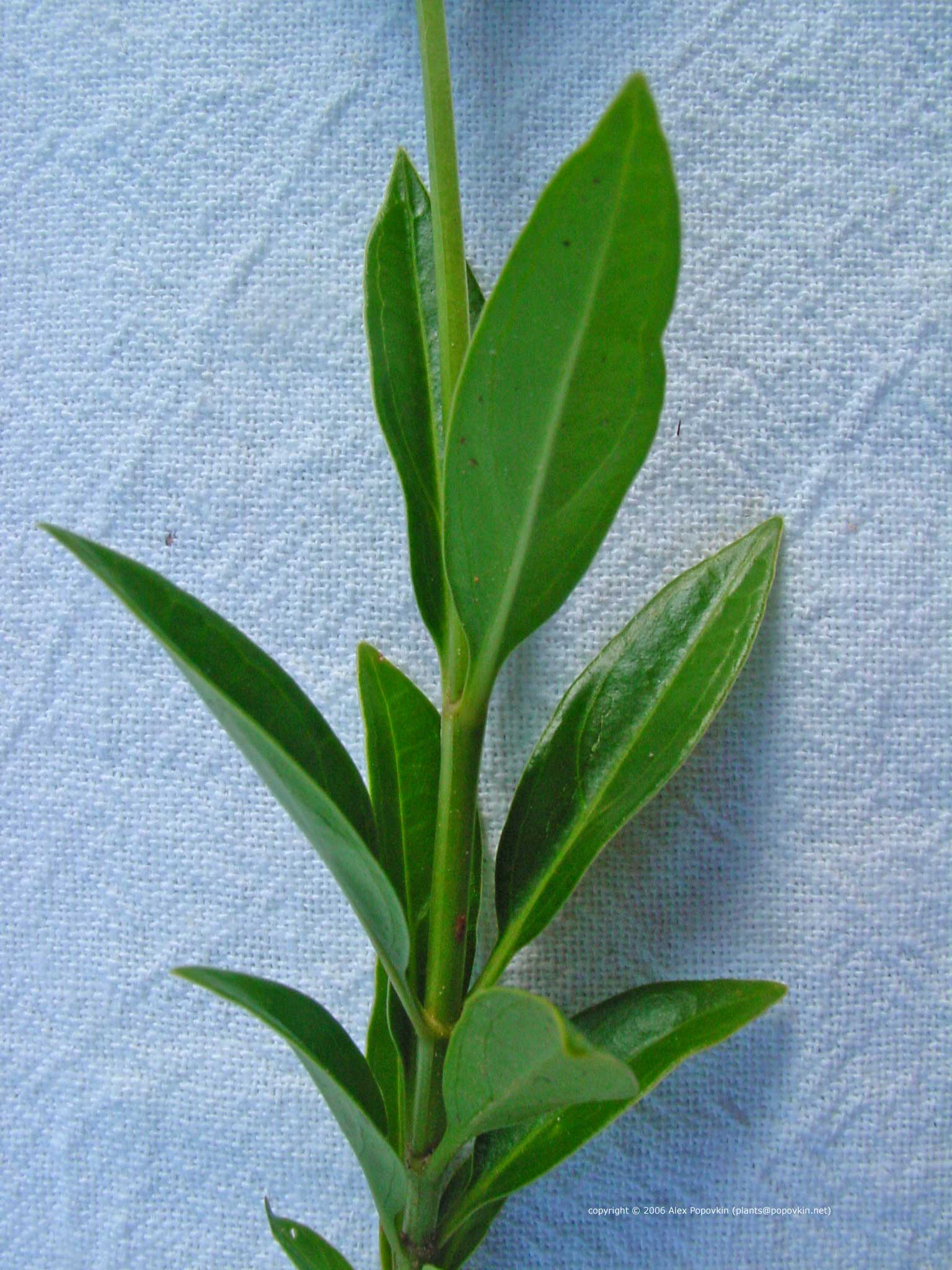
feuilles de Chelonanthus purpurascens
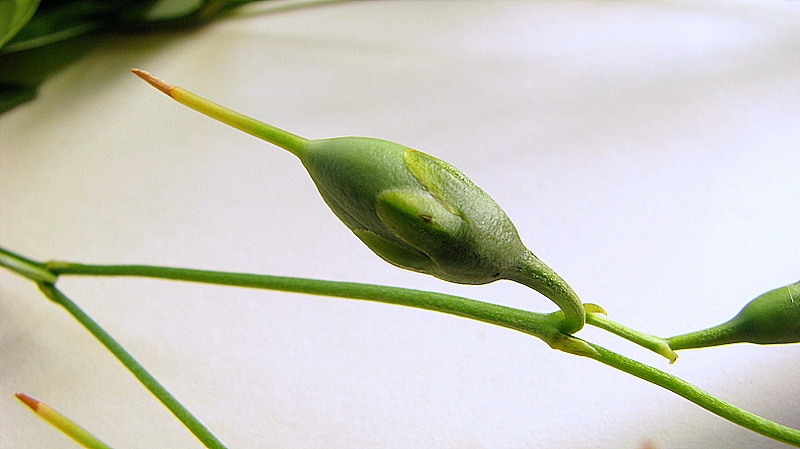
fruit de Chelonanthus purpurascens
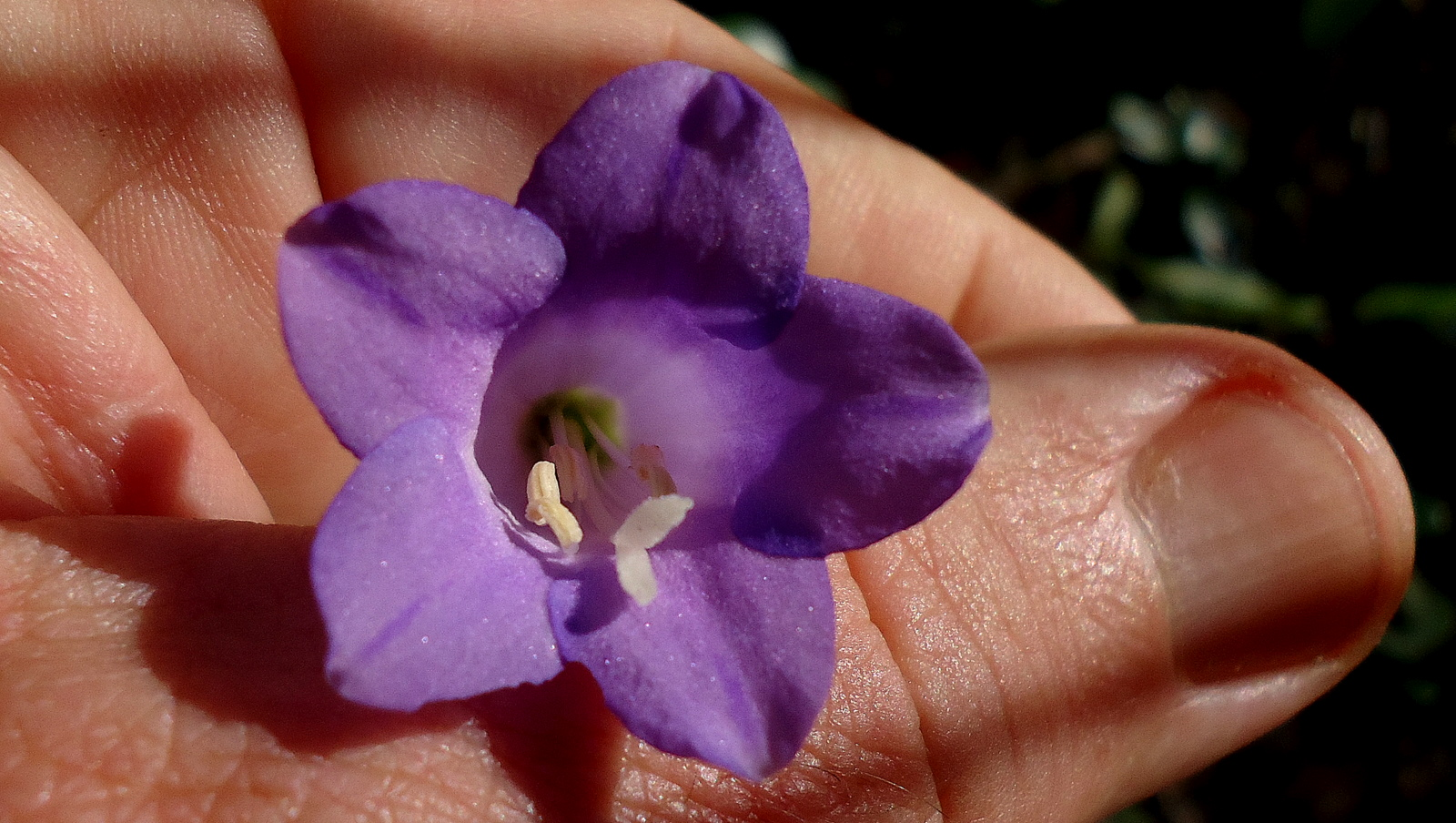
fleur de Chelonanthus purpurascens
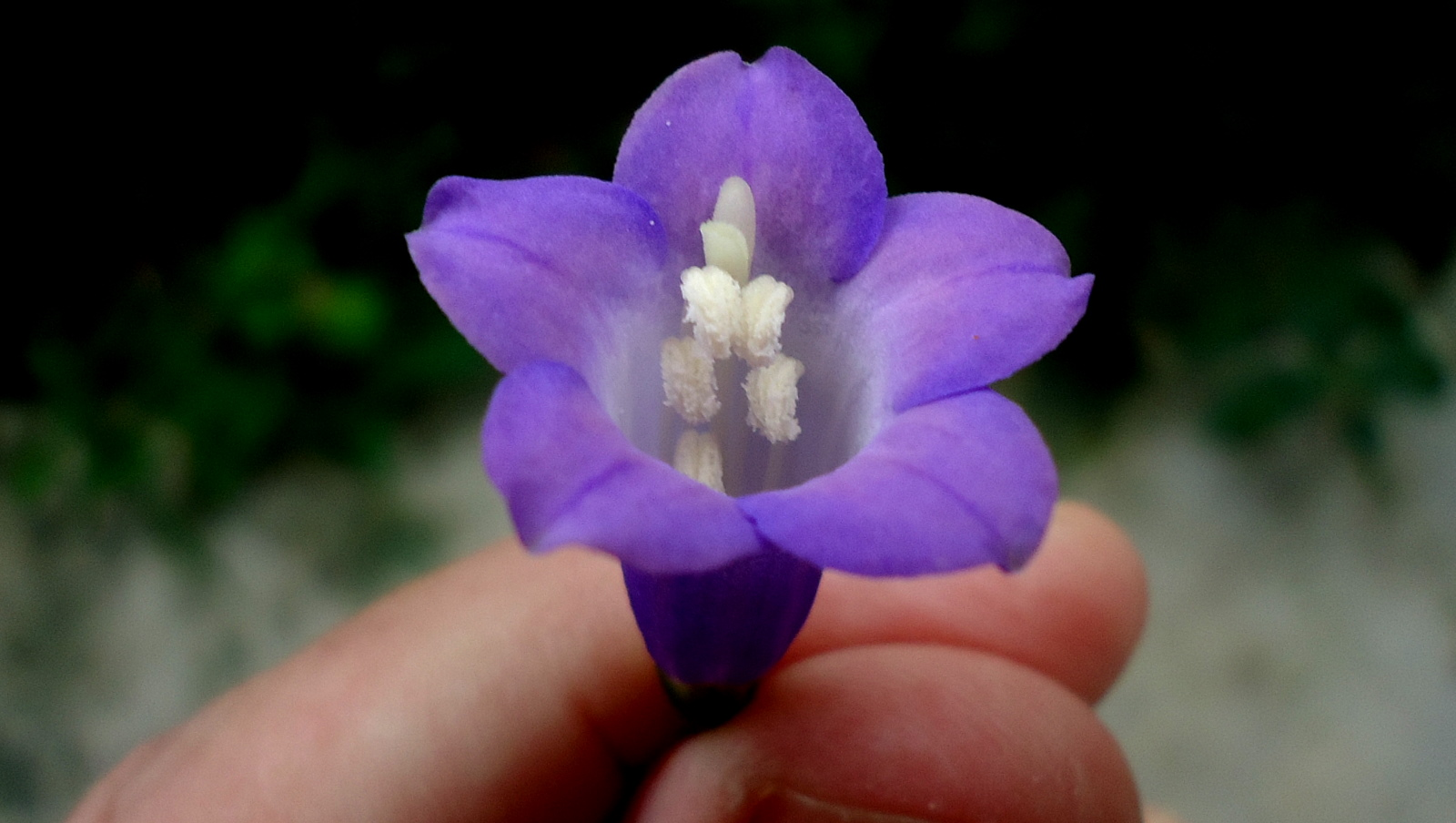
fleur de Chelonanthus purpurascens
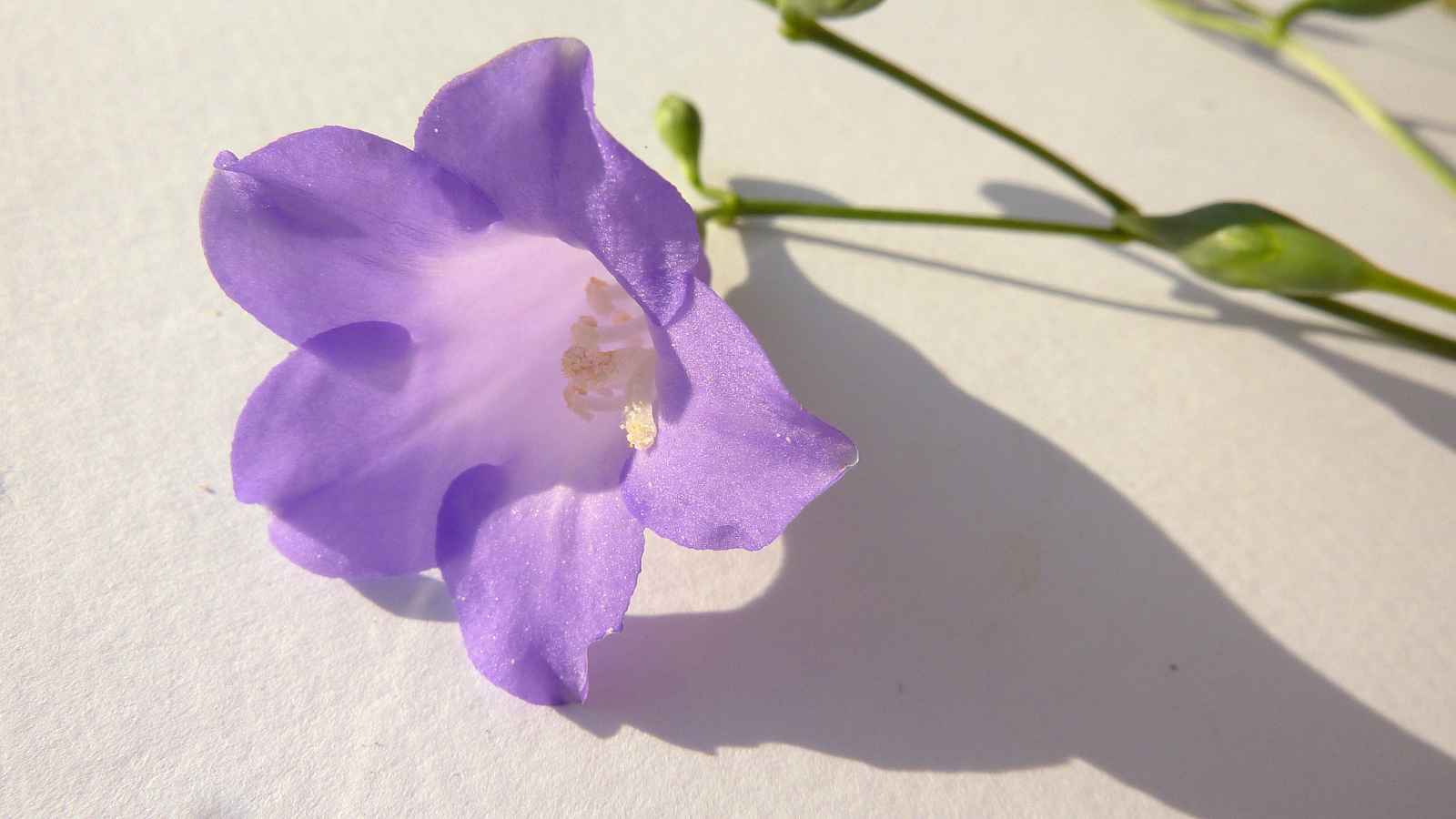
fleur de Chelonanthus purpurascens
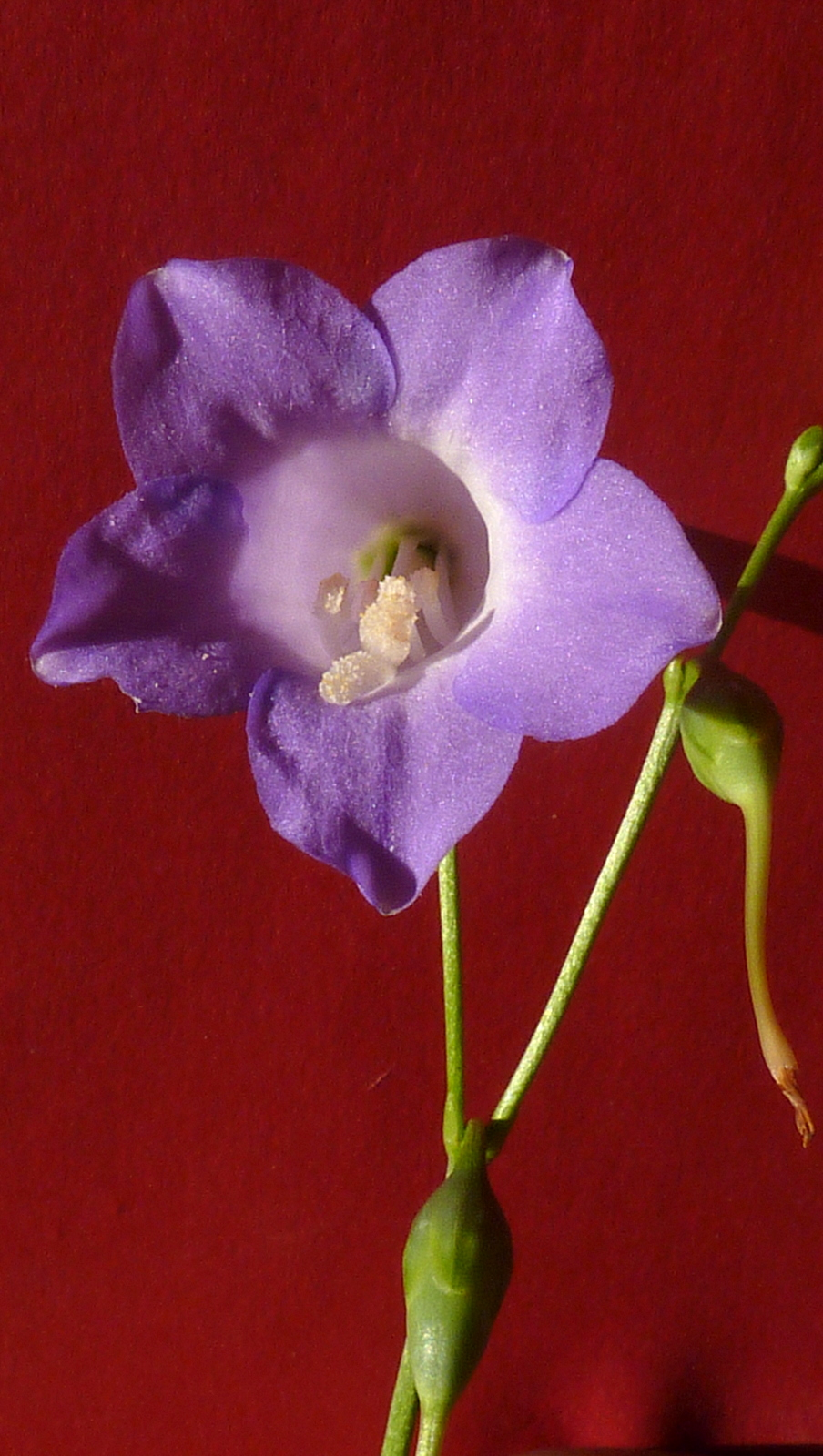
fleur de Chelonanthus purpurascens
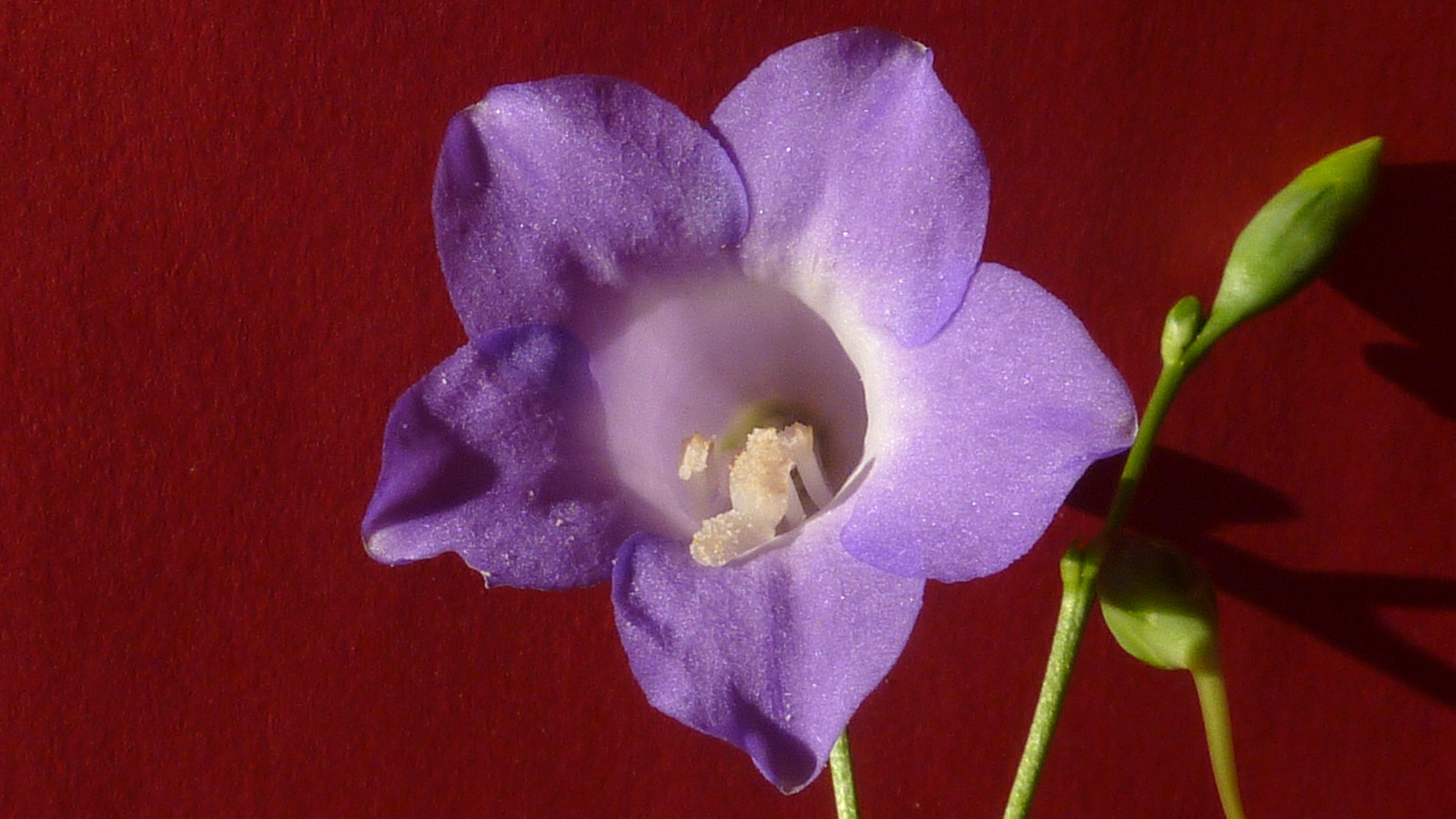
fleur de Chelonanthus purpurascens
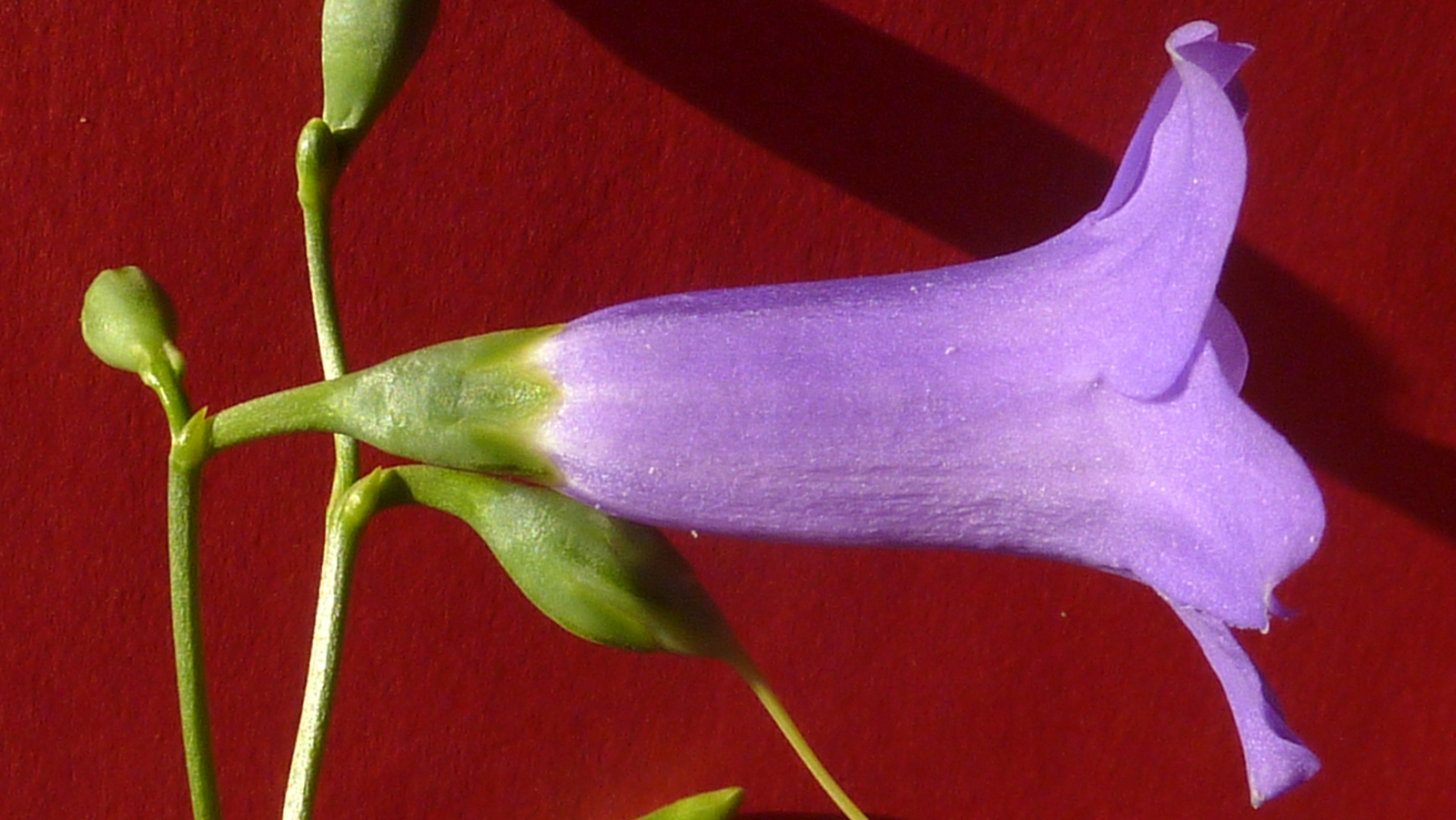
fleur de Chelonanthus purpurascens
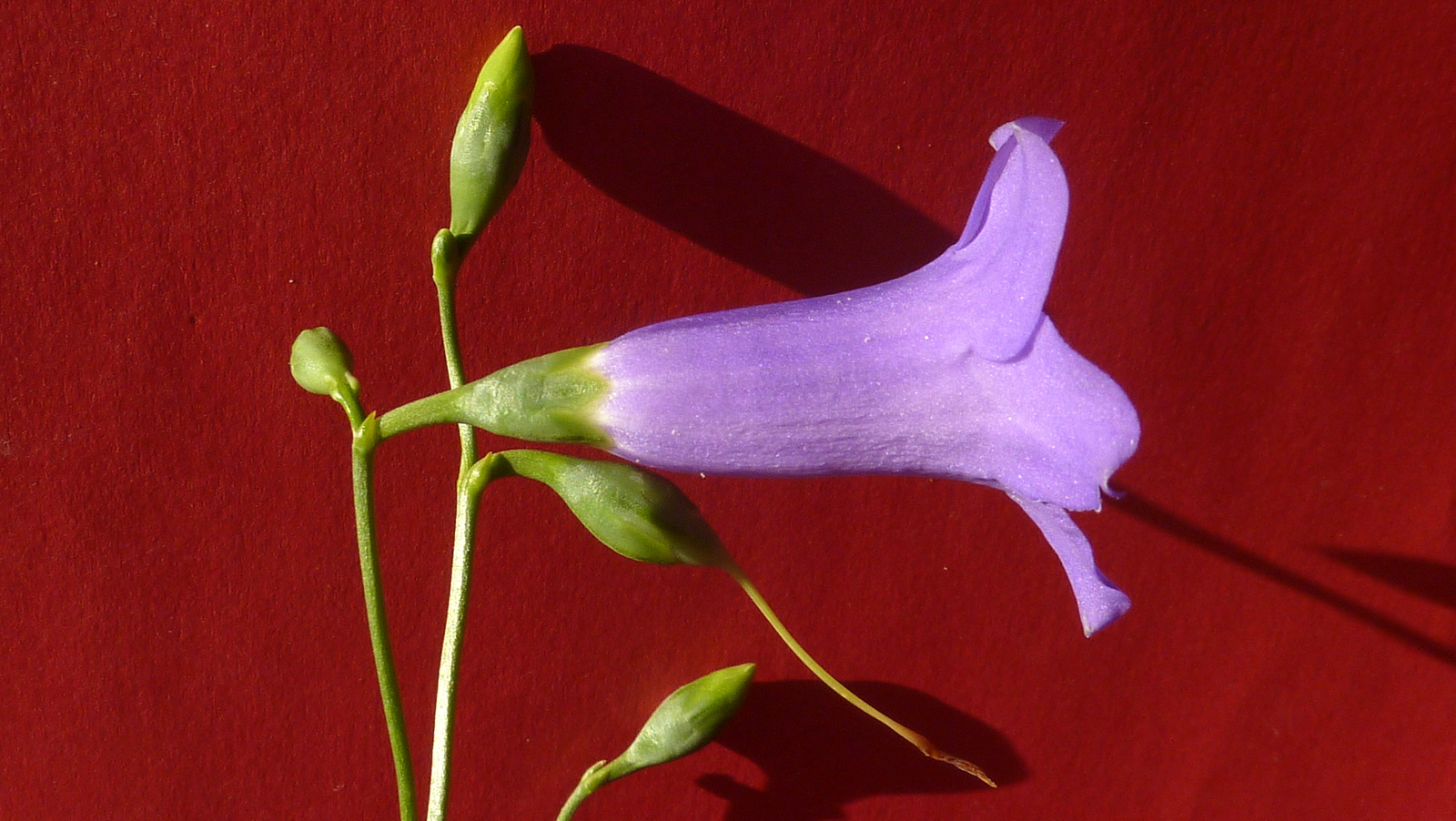
fleur de Chelonanthus purpurascens
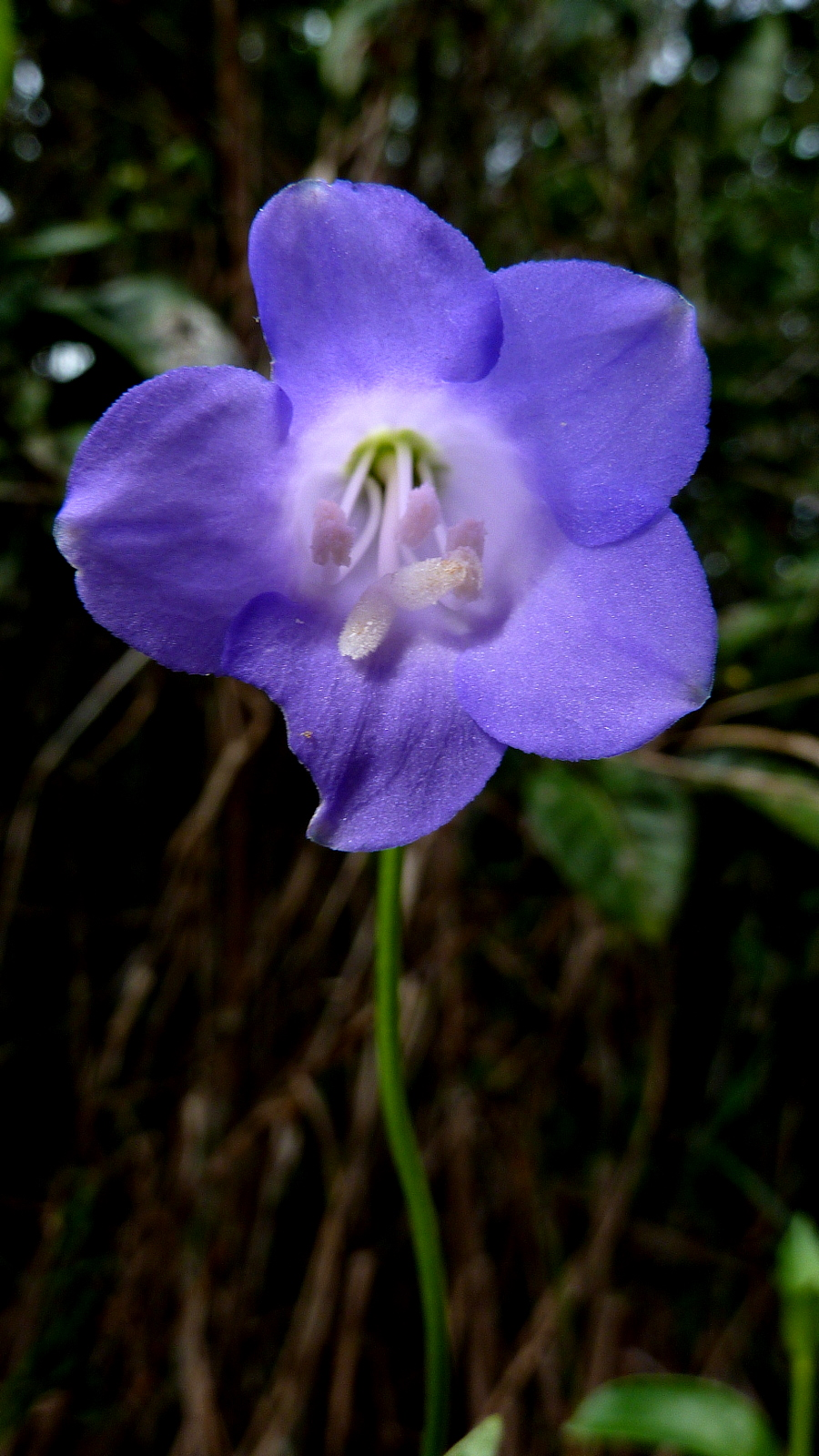
fleur de Chelonanthus purpurascens
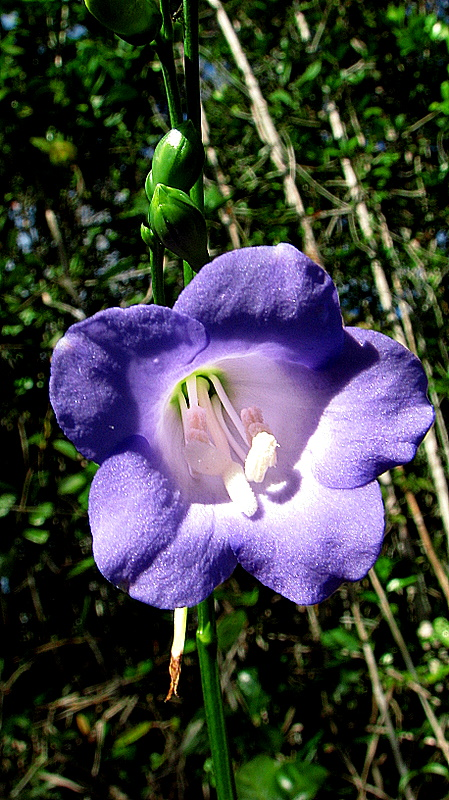
fleur de Chelonanthus purpurascens
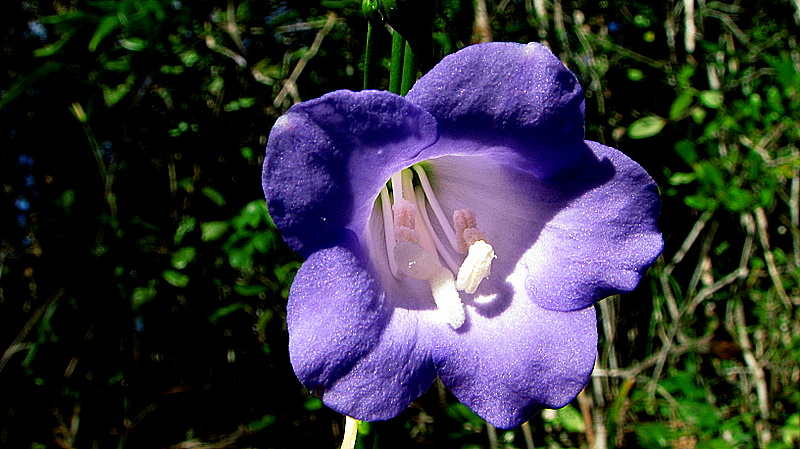
fleur de Chelonanthus purpurascens
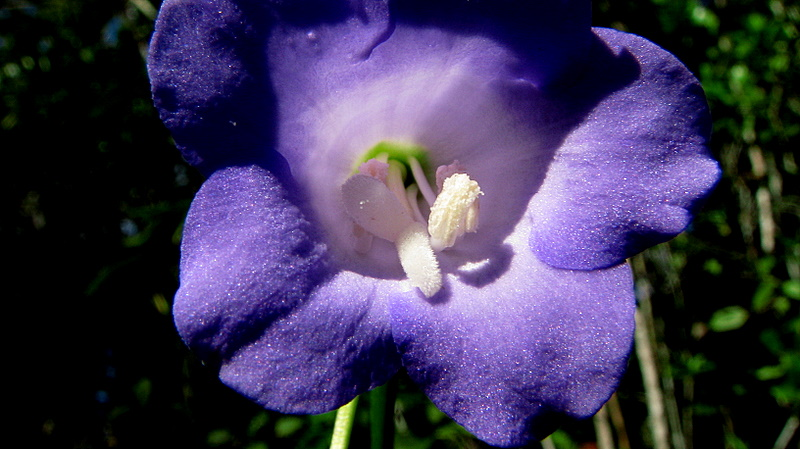
fleur de Chelonanthus purpurascens
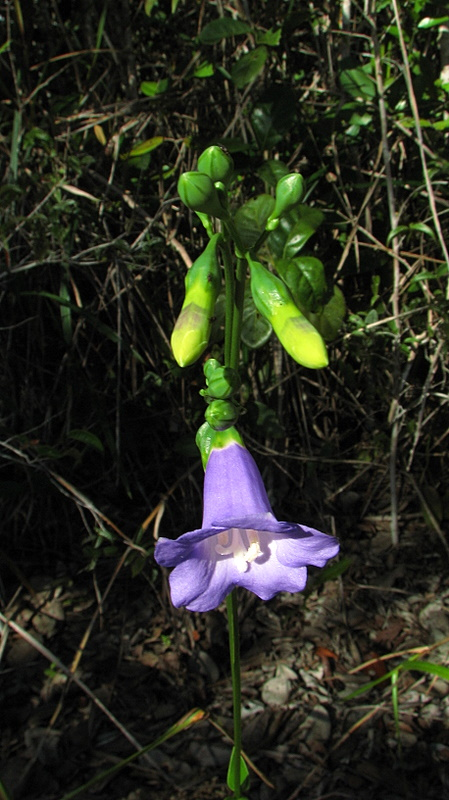
fleur de Chelonanthus purpurascens
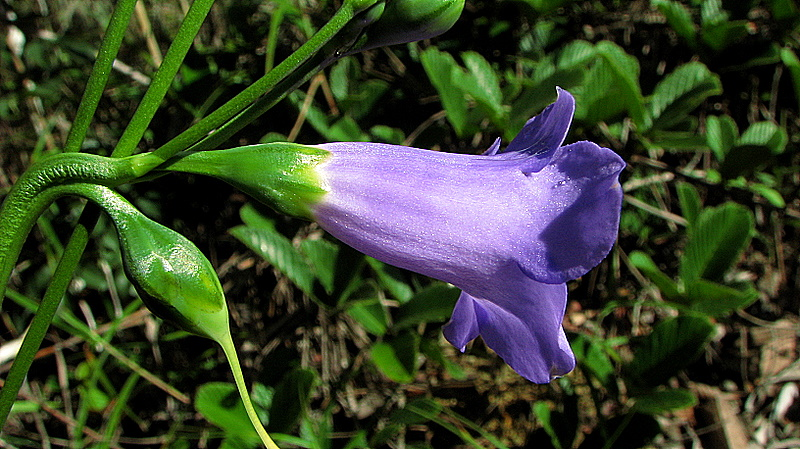
fleur de Chelonanthus purpurascens
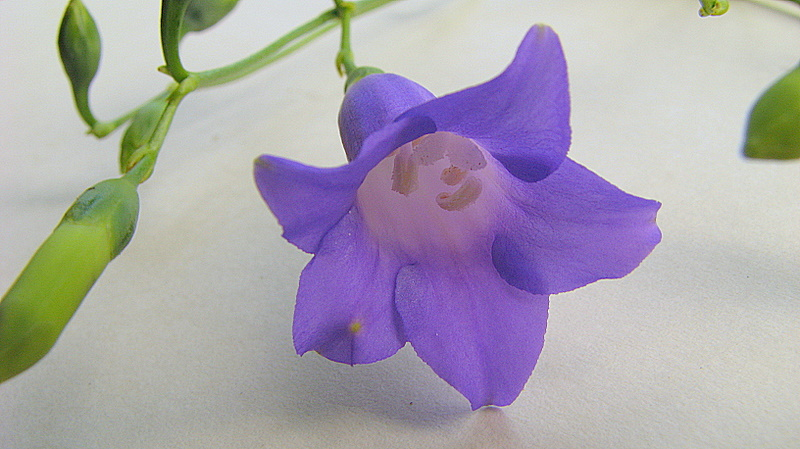
fleur de Chelonanthus purpurascens
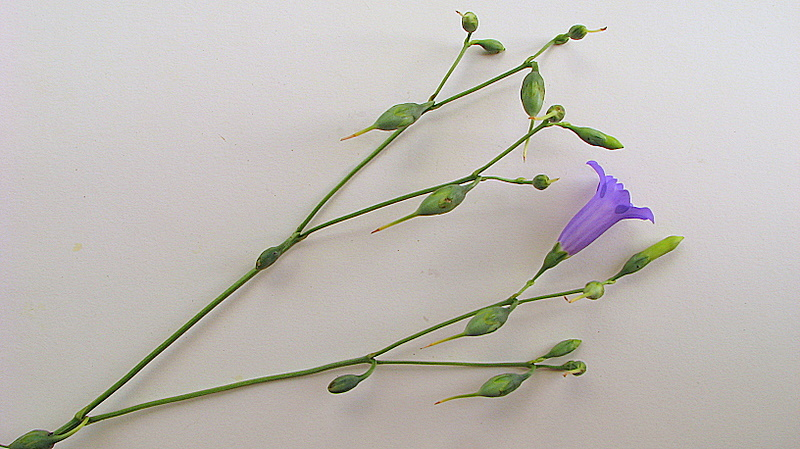
fleur de Chelonanthus purpurascens
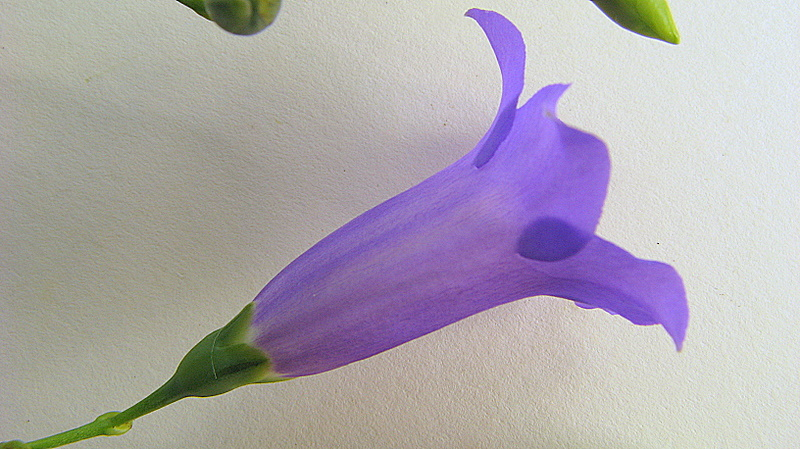
fleur de Chelonanthus purpurascens
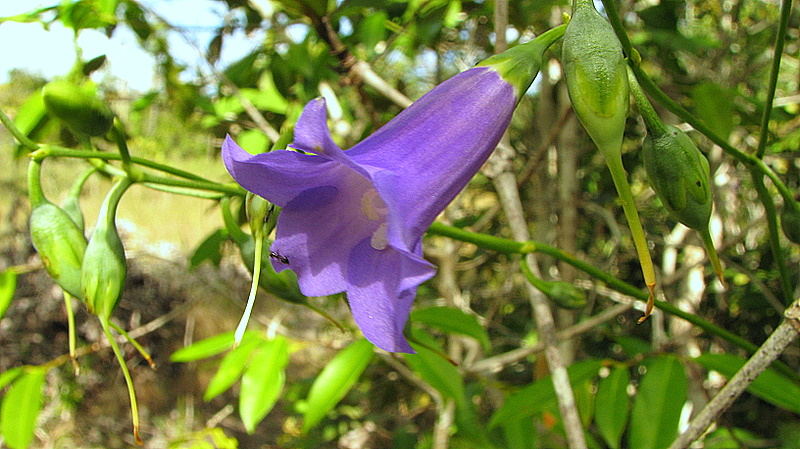
fleur de Chelonanthus purpurascens
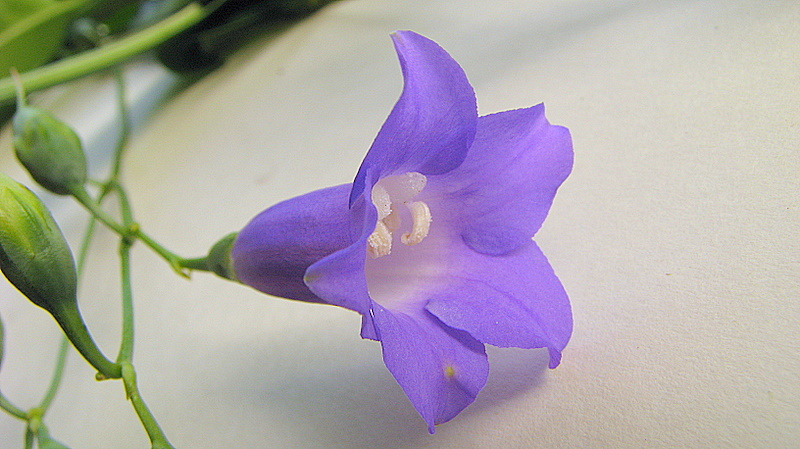
fleur de Chelonanthus purpurascens
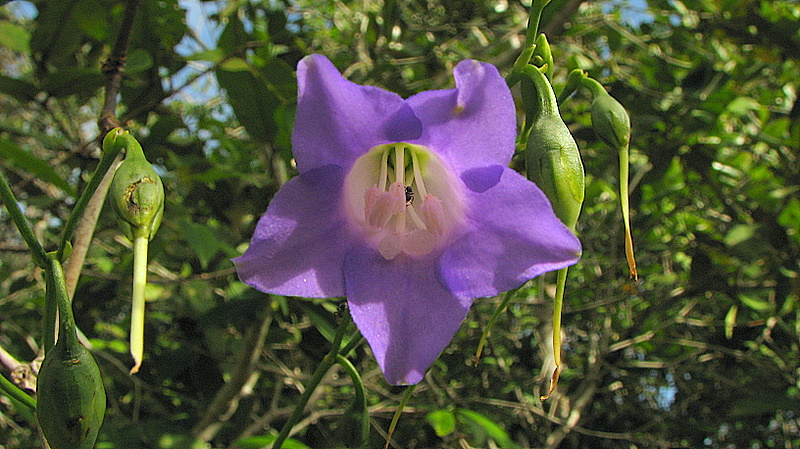
fleur de Chelonanthus purpurascens
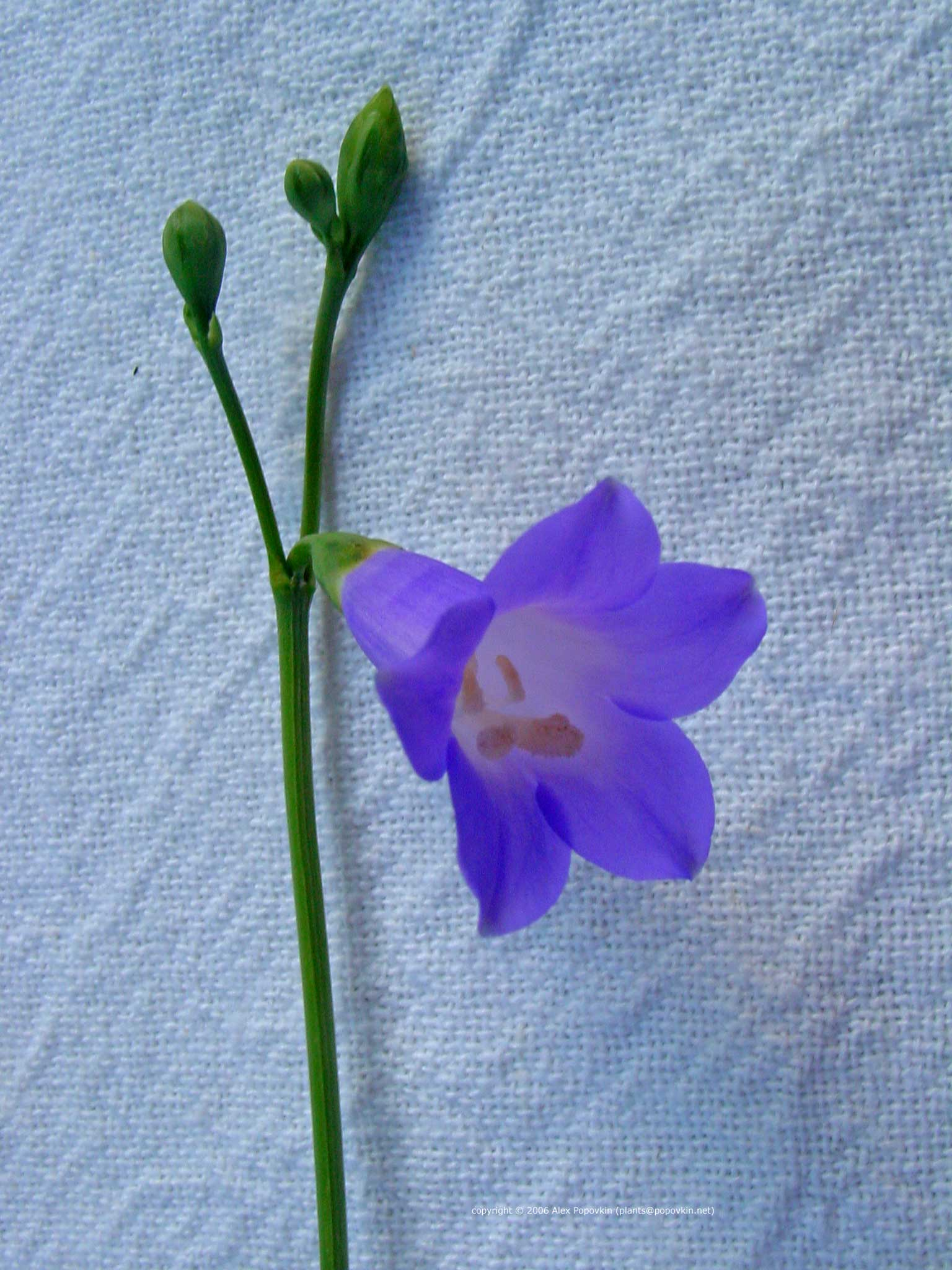
fleur de Chelonanthus purpurascens
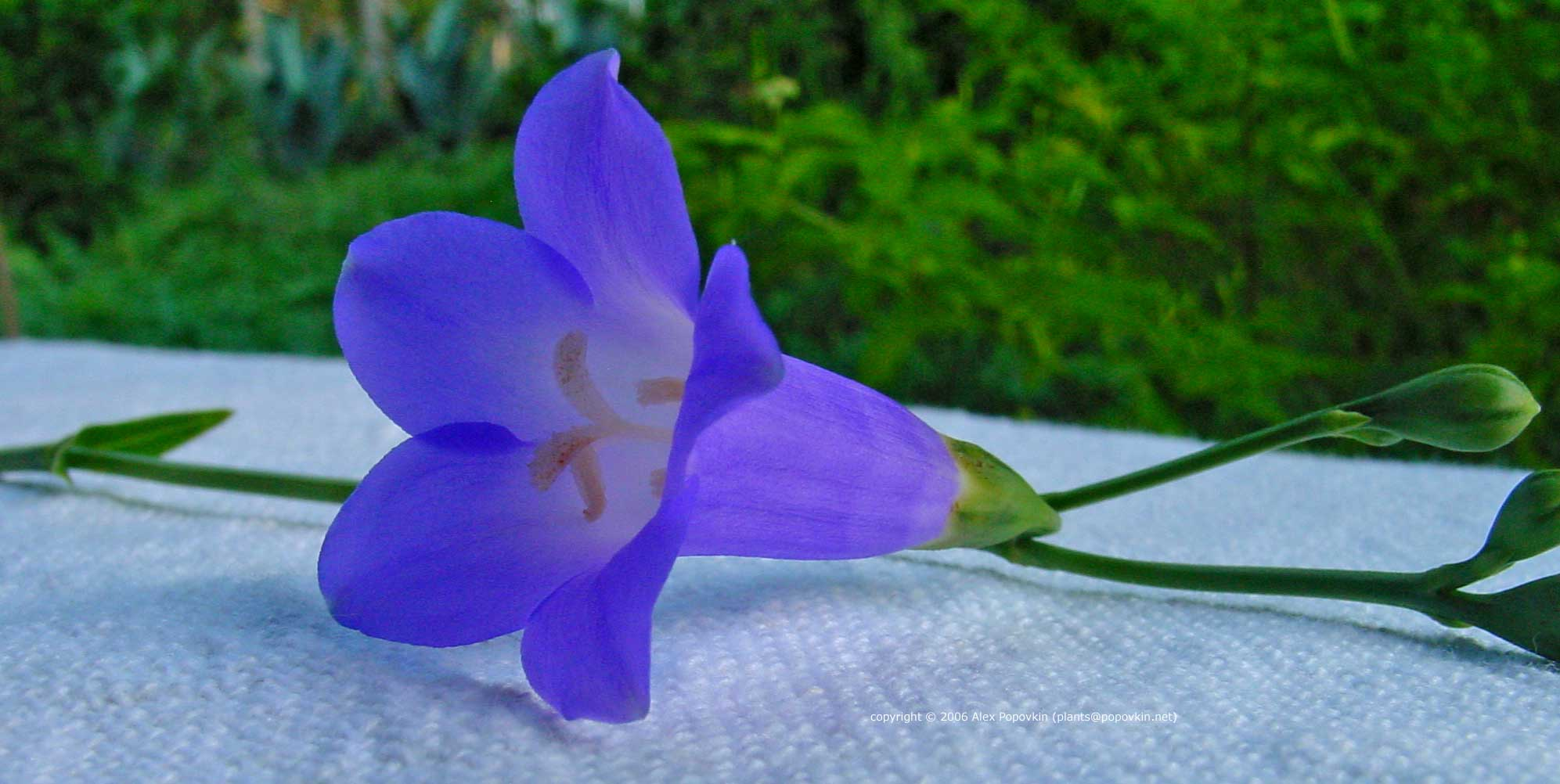
fleur de Chelonanthus purpurascens